# Thomas Quellinus
Thomas Quellinus, flamski baročni kipar, * marec 1661, † september 1709.
Quellinius je deloval predvsem na Danskem.